# 20-羟基蜕皮酮
20-羟基蜕皮酮（英語：20-Hydroxyecdysone，缩写20E，或写为蜕皮甾酮，ecdysterone）是一种天然的蜕皮激素，参与节肢动物特别是昆虫的蜕皮及变态发育。昆虫体内的20-羟基蜕皮酮由万圣节基因CYP314a1氧化蜕皮酮（ecdysone）第20号碳原子的β位而来，作用于蜕皮激素受体。此外，植物蜕皮类固醇也包括20-羟基蜕皮酮。